# Броварская городская община
Броварская городская община (укр. Броварська міська громада) — территориальная община в Броварском районе Киевской области Украины. 
Административный центр — город Бровары.
Община образована в 2020 году.
Площадь — 123,39 км², население — 116 413 человек (2020).

## История
Образована 12 июня 2020 путём объединения Броварского городского совета и Княжицкого, Требуховского сельских советов Броварского района Киевской области

## Населённые пункты
В составе общины 1 город (Бровары) и 3 села:
- Княжичи
- Переможец
- Требухов